# Ramon d'Abella
Ramon d'Abella (abans de 1389-1401) fou un militar català i conseller reial durant els regnats de Joan el Caçador i Martí l'Humà.
Durant la guerra dels armanyaguesos el 1389, Ramon va dirigir un regiment de cavalleria entre Torroella de Montgrí i Palafrugell. En companyia d'Arnau de Cervelló se li encomanà recuperar el castell de Rasigueres, on foren derrotats. El jove poeta Guillem de Masdovelles, que va lluitar al costat de Ramon a les campanyes contra Bernard VII d'Armagnac, li va compondre un sirventès.
A finals de 1394, el duc de Montblanc, el futur Martí l'Humà, va encomanar-li el comandament de dues galeres amb l'objectiu de recuperar les illes de Malta i Gozo, que estaven sota control de rebels sicilians, però l'expedició fracassà.
Va servir com a governador general de Mallorca durant dos períodes (1395-1397 i 1398-1401). El seu lloctinent, i governador efectiu la major part del seu govern, fou Berenguer de Montagut.
El 1392 Ramon va comprar el castell de Solivella i la seva jurisdicció per 16,500 sous a Joan el Caçador. Posteriorment, al gener de 1394, l'alienà a Berenguer de Boixadors.